# Arianna Vanderpool-Wallace
Arianna Fritzallen Vanderpool-Wallace (Nassau, 4 de março de 1990) é uma ex-nadadora bahamenha.

## Carreira

### Rio 2016
Vanderpool-Wallace competiu nos 50 m livre feminino nos Jogos Olímpicos de Verão de 2016, sendo eliminada nas eliminatórias.